# Valognes
Valognes – miejscowość i gmina we Francji, w regionie Normandia, w departamencie Manche.
Według danych na rok 1990 gminę zamieszkiwały 7412 osoby, a gęstość zaludnienia wynosiła 474 osoby/km² (wśród 1815 gmin Dolnej Normandii Valognes plasuje się na 21. miejscu pod względem liczby ludności, natomiast pod względem powierzchni na miejscu 213.).

## Miasta partnerskie
- Wimborne, Wielka Brytania
- Stolberg (Rheinland), Niemcy